# まりお金田
まりお金田（ - かねだ、1976年 - ）は、日本の女性漫画家。伊原 金蔵というペンネームで執筆していたこともある。
ペンネームは好きだった『スーパーマリオブラザーズ』のマリオと『AKIRA』の金田から命名。
代表作である『GIRLSブラボー』はフジテレビ、WOWOWにてアニメ化もされた。近作は『わいるど☆ぴっち』・『住所未定 (仮)』・『バナナは姉に入りますか?』など。

## 作品リスト

### 漫画

#### 単著
- マジカルメイド☆ルリ（マジキュー・プレミアム、全1巻）
- GIRLSブラボー（月刊少年エース、全10巻、2000–2005年連載）
- わいるど☆ぴっち（ウルトラジャンプ、全3巻、2000–2007年連載）
- セイビング・ライフ（月刊少年エース、全3巻）
- 住所未定 (仮)（月刊ComicREX、全3巻）
- Death/こみゅにけーしょん（月刊少年エース、全4巻、2008–2009年連載）
- はみどる!（週刊少年チャンピオン、全5巻、2010–2011年連載）
- バナナは姉に入りますか?（チャンピオンREDいちご、全2巻、2012年VOL.30-2013年VOL.40連載）
- めたっ‼×２（画楽ノ杜）

#### 共著
- この世の果てで恋を唄う少女YU-NO（月刊Gファンタジー、PCゲームの漫画化、全1巻）
- ロマンスは剣の輝きII（月刊エースネクスト、PCゲームの漫画化、全1巻）
- ラビアンエクスタス（ウルトラジャンプエッグ、原作 井上敏樹、全2巻）
- ぷりん☆あら・どーも!!（イチゴミン）

### 挿画
- サウザント・メイジ（佐々原史緒 著、ファミ通文庫、既刊3巻、2001–2002年）
- 激アルバイター・美波の事件簿（谷原秋桜子 著、富士見ミステリー文庫、既刊2巻、2001年）
- 喰 -kuu-（内田俊 著、MF文庫J、既刊1巻、2010年）

### キャラクターデザイン
- あすは恋して〜 Prime Beat Planet 〜（ファミリーソフト）
- ファーランドシンフォニー（TGL）
- ふぁいなりすと（プリンセスソフト）

## 関連人物
- 大野哲也（師匠）